# كيفن بيرش
كيفن بيرش (بالإنجليزية: Kevin Birch)‏ هو لاعب كرة قدم نيوزلندي، ولد في 1961. شارك مع منتخب نيوزيلندا لكرة القدم. أما مع النوادي، فقد لعب مع Manurewa AFC ‏.